# グランツーリスモ コンセプト 2001 TOKYO
『グランツーリスモ コンセプト 2001 TOKYO 』（GRAN TURISMO CONCEPT 2001 TOKYO）は2002年1月1日にソニー・コンピュータエンタテインメントから発売されたPlayStation 2 (PS2)  用のレースゲーム、グランツーリスモシリーズのひとつ。

## 概要
2001年の第35回東京モーターショーで発表されたコンセプトカーや、同時期に発売された最新の市販車を中心に収録している。日本メーカーのみの収録で、海外メーカーは一切収録されていない。
ゲーム内容は従来作の「アーケードモード」がベースとなっており、「グランツーリスモモード」に相当するキャリアモードは存在しない。

## 収録コンテンツ

### 収録車種
車種は以下のカテゴリで分類されている。
- コンセプトカー

2001年の第35回東京モーターショーで発表された各メーカーのコンセプトカーで構成されている（一部の車種は既に市販されている）。
- ニューカー

2001年内に発売された最新の市販車で構成されている。
- ドリームカー

コンセプトカーやニューカーをベースとしたレース仕様やラリー仕様で構成されている。
- レースカー

全日本GT選手権（現・SUPER GT）や世界ラリー選手権（WRC）に参戦するレースカーで構成されている。
- ダートカー

ラリーカーやダートの走行が可能な車種で構成されている。
メーカー別（ABC順）（※括弧内は車のカテゴリを示す）
- ダイハツ
  - コペン（コンセプトカー）
- ホンダ
  - デュアルノート（コンセプトカー）
  - NSX-R（コンセプトカー）
  - NSX-R LM ロードカー（ドリームカー）
  - NSX-R LM（ドリームカー）
  - ARTA NSX（レースカー）
  - RAYBRIG NSX（レースカー）
  - Mobil1 NSX（レースカー）
  - LOCTITE無限 NSX（レースカー）
  - フィット 1.3W（GD1）（ニューカー）
  - シビック タイプR（EP3）（ニューカー）
  - インテグラ タイプR（DC5）（ニューカー）
  - インテグラ タイプR LMエディション（ドリームカー・ダートカー）
  - S2000（ニューカー）
- マツダ
  - アテンザ（コンセプトカー）
  - アテンザ LMエディション（ドリームカー・ダートカー）
  - RX-8（コンセプトカー）
  - RX-8 LMエディション（ドリームカー）
  - RX-7 Type R BATHURST R（FD3S）（ニューカー）
- 三菱
  - CZ-3 ターマック（コンセプトカー）
  - CZ-3 ターマック ラリーカー（ドリームカー・ダートカー）
  - ランサーエボリューション VIIラリーカー（レースカー・ダートカー）
  - ランサーエボリューションVI ラリーカー（ダートカー）
- 日産
  - mm（K12型マーチ）（コンセプトカー）
  - mm-R（レースカー）
  - フェアレディZ（Z33）（コンセプトカー）
  - フェアレディZ LMエディション（ドリームカー）
  - グランツーリスモGT-R V-specII（R34）（コンセプトカー・ダートカー）
  - スカイラインGT-R M-spec（R34）（ニューカー）
  - ペンズオイルニスモ GT-R（R34）（レースカー）
  - カルソニック スカイライン（R34）（レースカー）
  - ペンズオイルゼクセル GT-R（R34）（レースカー）
  - ザナヴィヒロト GT-R（R34）（レースカー）
  - GT-R コンセプト（コンセプトカー）
  - GT-R コンセプト LMエディション（ドリームカー）
  - プリメーラ20V（P12）（ニューカー）
  - スカイライン 300GT（V35）（ニューカー）
- スバル
  - インプレッサWRX STi Prodrive Style（GD）（ニューカー・ダートカー）
  - インプレッサ ラリーカー（GC）（レースカー・ダートカー）
  - インプレッサ ラリーカー（GD）（ダートカー）
- スズキ
  - GSX-R/4（コンセプトカー・ダートカー）
- トヨタ
  - pod（コンセプトカー）
  - RSC（コンセプトカー・ダートカー）
  - RSC ラリーカー（ドリームカー・ダートカー）
  - アルテッツァ ジータ（ニューカー）
  - WiLL VS（ニューカー）
  - ソアラ 430SCV（Z40）（ニューカー）
  - カストロールトムス スープラ（旧）（レースカー）
  - エッソウルトラフロー スープラ（レースカー）
  - au セルモ スープラ（レースカー）
  - カストロールトムス スープラ（新）（レースカー）

### 収録コース
- ミッドフィールドレースウェイ（順走・逆走）
- 東京・ルート246（順走・逆走）
- スイス・アルプス（順走・逆走）
- タヒチ・メイズ（順走・逆走）
- オータムリンク（順走・逆走）

## 海外版
2002年5月16日には韓国で、ソウルモーターショーで発表された車種が追加された「2002 TOKYO - SEOUL」が、2002年6月17日には欧州で「TOKYO - SEOUL」にジュネーヴモーターショーで発表された車種が追加された「2002 TOKYO - GENEVA」として発売された。
日本版では日本のメーカーのみ収録であったが、これらは日本と韓国、日本と韓国と欧州のメーカーが収録されている。日本では次回作GT4で新規追加される車が、欧州版では先駆けて収録されている車もある。

## その他
一定の条件をクリアすれば、グランツーリスモ3 A-specのセーブデータに10億クレジットを振り込むことができるほか、グランツーリスモ3 A-spec欧州版（欧州版のオープニング曲はフィーダーの「Just A Day」）のオープニングムービーを鑑賞する事ができる。